# Lijst van rangen en insignes van de Sturmabteilung
Sturmabteilung (SA), uniformen en insignes waren paramilitaire rangen in de nazipartij, de uniformen werden gebruikt door de SA-stormtroepen vanaf 1921 tot 1945. De titels en uitdrukkingen die gebruikt werden door de SA waren de basis voor paramilitaire titels die door verschillende andere paramilitaire nazigroepen werden gebruikt, waaronder de Schutzstaffel (SS). 
Eerdere SS-rangen waren identiek aan die van de SA, de SS was origineel een sub-organisatie van de Sturmabteilung.

## Oorsprong van de SA titels (1921-1923)
De stormtroepen in bruine hemden van de Sturmabteilung kwamen geleidelijk binnenin de nazipartij begin 1920. Tegen die tijd, had Adolf Hitler al de titel van Führer van de nazipartij, en verdrong Anton Drexler als partijvoorzitter die bekendstond als meer democratisch. Hitler begon de manieren van de nazipartij te baseren op fascistische paramilitaire regels, en de vroegere nazi’s van 1920 droegen een typische soort van paramilitair uniform tijdens partijcongressen en -bijeenkomsten. De meest gebruikelijke van deze waren Eerste Wereldoorlog-uniformen met volledige decoraties. Ook gebruikelijk waren uniformen van het Freikorps en ook uniformen van veteranengroeperingen zoals de Stahlhelm. Nazipartijleden mixten diverse componenten van alle drie de typen uniformen met een klein beetje tot geen standaardisatie, behalve het hakenkruisarmband dat gedragen werd op de linkerarm.
De nazipartij had in 1921 een ”Sport Detachement”, wat meestal bestond uit potige bodyguards die Hitler gebruikte voor zijn eigen beveiliging, en die de nazistormtroepen hadden gevormd, ofwel het ”Storm Detachement”, welke later bekend werd als de SA. Het was op dit punt dat de eerste SA-titels ontstonden, hoewel er nog geen vastgestelde uniformen en insignes waren, behalve het hakenkruisarmband dat gedragen werd op het paramilitaire uniform. In het begin  had de SA vier primaire titels:
- Oberster SA-Führer: opperste SA-leider
- SA-Oberführer: hogere SA-leider
- SA-Führer: SA-leider
- SA-Mann: SA-troeper

In 1923 werd de SA ontbonden na de mislukte München Bierkellerputsch. De groep werd twee jaar later, in 1925, opnieuw opgericht.

## Eerste SA rang insigne (1924-1929)
Vanaf 1923 tot 1925 bestond de SA officieel niet meer, omdat Adolf Hitler gevangen was gezet voor zijn acties in de Bierkellerputsch van München en de nazipartij verboden was in Duitsland. Ondergrondse elementen van SA-mannen zochten elkaar in het geheim op, inclusief de SA-leider genaamd Gerhard Roßbach. Het was Roßbach die het nazi-bruinhemduniform bedacht. Roßbach vond een grote dumpwinkel met spijkerstofhemden in Oostenrijk, die bedoeld waren voor tropenuniforms.
Na de vrijlating van Adolf Hitler uit de gevangenis in 1925 werd de SA opnieuw opgericht als onderdeel van de nazipartij. De heropgerichte SA ontving zijn eerste formele voorgeschreven uniform en begon bovendien voor het eerst gebruik te maken van een herkenbaar systeem van ranginsignes.
Samen met het bruinhemduniform droegen de SA-leden een hakenkruisarmband met kepie. Origineel gebruikte de SA de rangtitels van voor 1923, maar dat veranderde in 1926 toen de lokale SA-eenheden begonnen te hergroeperen in formaties van regimentgrootte, bekend als Standarten. Elk SA-regiment werd gecommandeerd door hogere officieren die een eikenloof droegen op hun kraagspiegels om hun autoriteit te benadrukken. Onder dit systeem droeg een Standartenführer één eikenloof, een Oberführer twee, en de Opperbevelhebber drie. De lagere rangen van SA-Führer en SA-Mann droegen nog steeds geen insignes.
In 1927, werd de officiersrang SA-Führer bekend met de titel van „Sturmführer" de hogere officiersrang die gecreëerd werd was de „Sturmbannführer" en deze titel werd gehouden door een bataljonsformatie-commandant die direct ondergeschikt was aan de Standartenführer. Het was nodig om in 1928 een uitbreiding van de SA-manschappen rangen te doen, in antwoord op het groeiende rang- en dossier-lidmaatschap van de SA-troepen. Deze nieuwe titels en rangen werden aangeduid met een insignesysteem welke bestond uit zilveren sterren vastgespeld op een kraagspiegel. Het sterrensysteem was overgenomen van de Stahlhelm-veteranen die nauw verbonden waren met de SA in een dubbel lidmaatschap en ideologisch ontwerp.
Een verandering in 1928 was het creëren van de rang van Gruppenführer. Deze rang gebruikte drie (boom)bladeren wat eerder gereserveerd was voor de Opperbevelhebber van SA en de rang werd gehouden door meeste hogere SA-commandanten in Duitsland die divisie-grootte-formaties leidden van de verschillende SA-Standarten. Tegen die tijd was de SA begonnen met eenheidsinsignes voor de lagere leden welke bestonden uit een genummerde kraagspiegel, toonde zowel het bataljons en regiments connectie, gedragen tegenovergesteld van de ranginsigne.  De eenheid-insigne werd gedragen door diegene die de rang van Sturmbannführer en lager hielden: de hogere officiersrangen droegen eikenbladeren op beide kraagspiegels.
Tegen het einde van jaren ’20 werd het SA rangensysteem vastgesteld in de volgende titels:

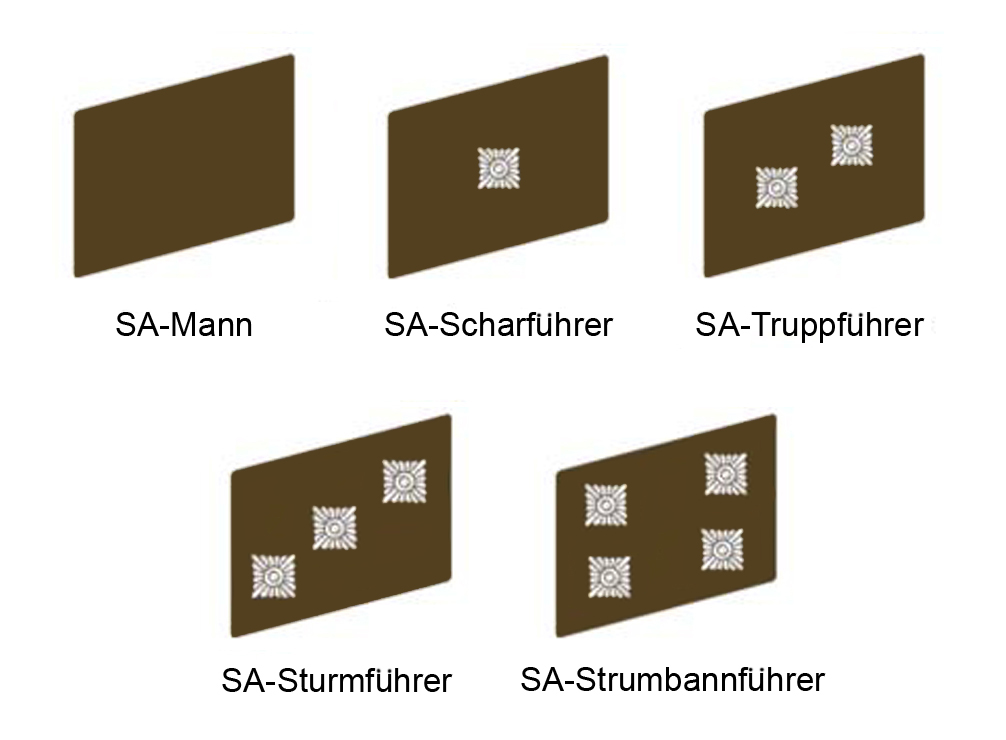
Vroegere rangonderscheidingstekens van de SA.

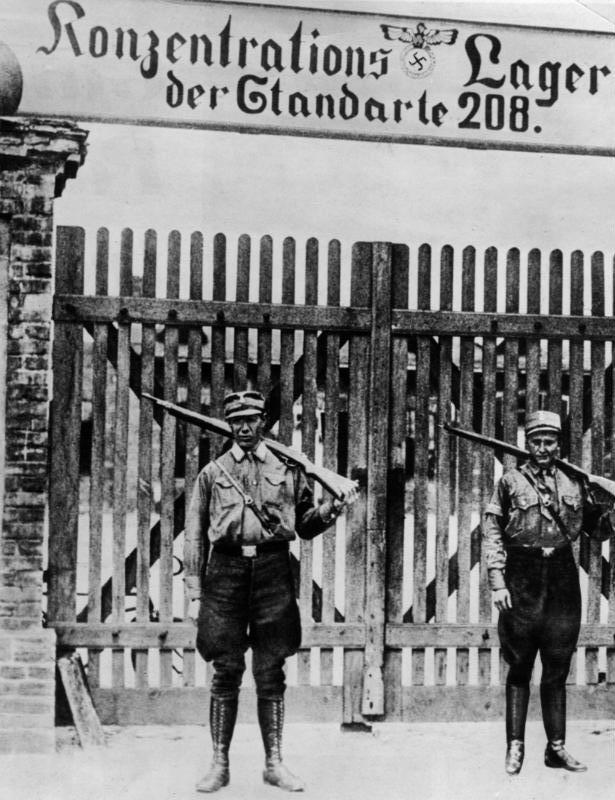
SA-bewakers voor het contratiekamp Oranienburg, 1933

| SA rang          | Wehrmacht equivalent | NL krijgsmacht equivalent |  |
| SA rang          | Wehrmacht equivalent | NL krijgsmacht equivalent |  |
| Gruppenführer    | Generalleutnant      | Luitenant-generaal        |  |
|                  |                      |                           |  |
| Oberführer       | Geen equivalent      | Geen equivalent           |  |
|                  |                      |                           |  |
| Standartenführer | Oberst               | Kolonel                   |  |
|                  |                      |                           |  |
| Sturmbannführer  | Major                | Majoor                    |  |
|                  |                      |                           |  |
| Sturmhauptführer | Hauptmann            | Kapitein                  |  |
|                  |                      |                           |  |
| Sturmführer      | Leutnant             | Luitenant                 |  |
|                  |                      |                           |  |
| Truppführer      | Feldwebel            | Sergeant                  |  |
|                  |                      |                           |  |
| Scharführer      | Gefreiter            | Korporaal                 |  |
|                  |                      |                           |  |
| Mann             | Soldat               | Soldaat                   |  |

## SA-uniformen onder Ernst Röhm (1930-1933)

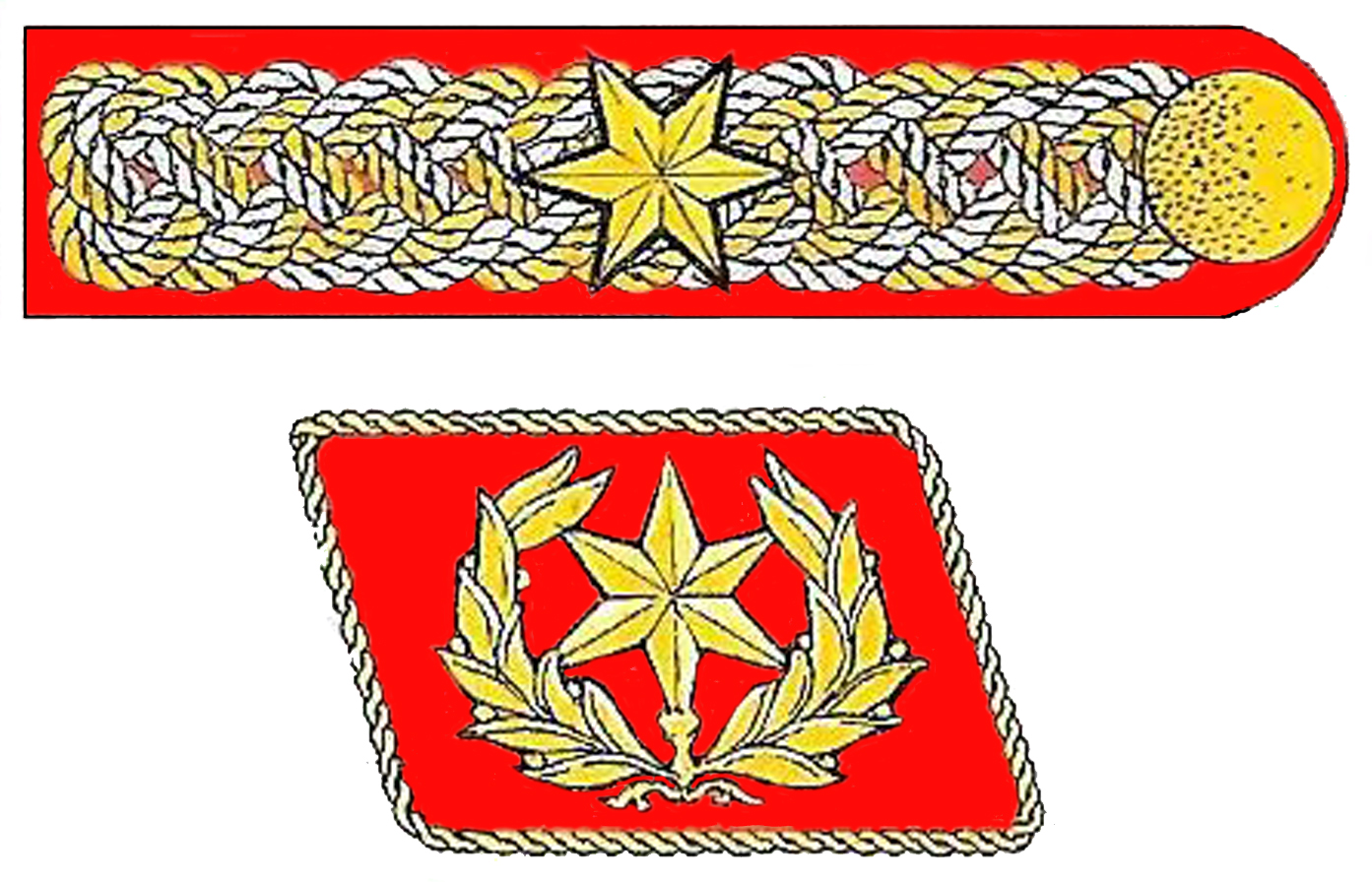
Ernst Röhm's speciale insignes als SA Stafchef, deze werd gebruikt tussen 1933 en 1934. Deze kwam na de Nacht van de Lange Messen te vervallen.

De volgende grote verandering in uniformen en insignes gebeurde in 1930 toen Ernst Röhm werd benoemd tot stafchef van de SA. Röhm's benoeming was het resultaat van Adolf Hitlers persoonlijk bevel van de SA op zich nemen als Oberster-SA-Führer. Hitler zou deze titel houden tot de tenondergang van nazi-Duitsland in 1945. Na 1930 was het de SA-stafchef die effectief leider was van de organisatie.
Röhm ondernam verschillende veranderingen ten aanzien van het SA-uniform en insigneontwerp, het eerste daarvan is het bedenken van verscheidene nieuwe rangen voor het SA-rangensysteem om zo als professionele militaire organisatie over te komen. De rangexpansie vond geleidelijk plaats tussen 1930 en 1932, met als laatste toevoeging de rang van SA-Obergruppenführer welke Röhm zichzelf benoemde als hogere SA-generaal in de SA-commandostaf. De nieuwe rangen gebruikten hetzelfde ster- en eikenbladsysteem als daarvoor, maar met de toevoeging van bedrade epauletten gedragen op de rechterschouder voor de officieren. De officieren droegen een rechterschouderkoord van goud of zilver. In contrast droegen de manschappen koorden gevormd als epaulet op de rechterschouder.
Ernst Röhm's speciale insigne als SA-stafchef werd gebruikt tussen 1933 en 1934. De insigne werd afgeschaft na de Nacht van de Lange Messen.
In 1933, toen Adolf Hitler kanselier van Duitsland werd, maakte Röhm van zijn titel als SA-stafchef een werkelijke rang. De insigne voor Ernst Röhm’s nieuwe rang (bekend als Stabschef) bestond uit een bekranste ster welke was ontworpen na voorbeeld van een Boliviaanse generaal, vanwege Röhm’s voorafgaande militaire ervaring als militaire adviseur in Bolivia.
De definitieve rangtitels, welke onveranderd zouden zijn tot de tenondergang van nazi-Duitsland in 1945, waren als volgt:
| SA rang             | Equivalent Allgemeine SS | Equivalent Waffen-SS                                   | Wehrmacht equivalent  | Nederlandse landmacht equivalent |  |
| SA rang             | Equivalent Allgemeine SS | Equivalent Waffen-SS                                   | Wehrmacht equivalent  | Nederlandse landmacht equivalent |  |
| Stabschef           | Reichsführer-SS          | Reichsführer-SS                                        | Generalfeldmarschall  | Generaal                         |  |
| Geen equivalent     | Oberstgruppenführer      | SS-Oberstgruppenführer und Generaloberst der Waffen-SS | Generaloberst         | Geen equivalent                  |  |
| Obergruppenführer   | Obergruppenführer        | SS-Obergruppenführer und General der Waffen-SS         | General               | Luitenant-generaal               |  |
|                     |                          |                                                        |                       |                                  |  |
| Gruppenführer       | Gruppenführer            | SS-Gruppenführer en Generalleutnant der Waffen-SS      | Generalleutnant       | Generaal-majoor                  |  |
|                     |                          |                                                        |                       |                                  |  |
| Brigadeführer       | Brigadeführer            | SS-Brigadeführer en Generalmajoor der Waffen-SS        | Generalmajoor         | Brigadegeneraal                  |  |
|                     |                          |                                                        |                       |                                  |  |
| Oberführer          | Oberführer               | SS-Oberführer                                          | Geen equivalent       | Geen equivalent                  |  |
|                     |                          |                                                        |                       |                                  |  |
| Standartenführer    | Standartenführer         | SS-Standartenführer                                    | Oberst                | Kolonel                          |  |
|                     |                          |                                                        |                       |                                  |  |
| Obersturmbannführer | Obersturmbannführer      | SS-Obersturmbannführer                                 | Oberstleutnant        | Luitenant-kolonel (Overste)      |  |
|                     |                          |                                                        |                       |                                  |  |
| Sturmbannführer     | Sturmbannführer          | SS-Sturmbannführer                                     | Major                 | Majoor                           |  |
|                     |                          |                                                        |                       |                                  |  |
| Sturmhauptführer    | Hauptsturmführer         | SS-Hauptsturmführer                                    | Hauptmann/Rittmeister | Kapitein                         |  |
|                     |                          |                                                        |                       |                                  |  |
| Obersturmführer     | Obersturmführer          | SS-Obersturmführer                                     | Oberleutnant          | Eerste luitenant                 |  |
|                     |                          |                                                        |                       |                                  |  |
| Sturmführer         | Untersturmführer         | SS-Untersturmführer                                    | Leutnant              | Tweede luitenant                 |  |
|                     |                          |                                                        |                       |                                  |  |
| Haupttruppführer    | Sturmscharführer         | SS-Sturmscharführer                                    | Stabsfeldwebel        | Adjudant                         |  |
|                     |                          |                                                        |                       |                                  |  |
| Obertruppführer     | Hauptscharführer         | SS-Hauptscharführer (SS-Standartenoberjunker)          | Oberfeldwebel         | Sergeant-majoor                  |  |
|                     |                          |                                                        |                       |                                  |  |
| Truppführer         | Oberscharführer          | SS-Oberscharführer (SS-Standartenjunker)               | Feldwebel             | Sergeant der 1e klasse           |  |
|                     |                          |                                                        |                       |                                  |  |
| Oberscharführer     | Scharführer              | SS-Scharführer (SS-Oberjunker)                         | Unterfeldwebel        | Sergeant                         |  |
|                     |                          |                                                        |                       |                                  |  |
| Scharführer         | Unterscharführer         | SS-Unterscharführer (SS-Junker)                        | Unteroffizier         | Korporaal der 1e klasse          |  |
|                     |                          |                                                        |                       |                                  |  |
| Rottenführer        | Rottenführer             | SS-Rottenführer                                        | Obergefreiter         | Korporaal                        |  |
|                     |                          |                                                        |                       |                                  |  |
| Sturmmann           | Sturmmann                | SS-Sturmmann                                           | Gefreiter             | Soldaat der 1e klasse            |  |
|                     |                          |                                                        |                       |                                  |  |
| Geen equivalent     | Geen equivalent          | SS-Oberschütze                                         | Oberschütze           | Soldaat der 2e klasse            |  |
|                     |                          |                                                        |                       |                                  |  |
| SA-Mann             | SS-Mann                  | SS-Schütze                                             | Soldat                | Soldaat der 3e klasse            |  |

Het was gedurende de jaren 30 dat de SA begon uniformkleuren te gebruiken om een SA-lid zijn Gruppen (divisie) aan te duiden waartoe hij behoorde. De eenheidskleur werd gedragen op het front van de kap evenals de rang en eenheidskleur. Het kleurensysteem zou uiteindelijk uitgebreid worden met betrekking op deze SA-divisies:
- Rood en goud: SA Chef-staf
- Rood en wit: SA Opperbevel
- Rood: SA groep staf
- Geel: Silezië groep
- Groen: Thüringen groep
- Blauw: Hessen groep
- Bruin: Westmark groep
- Lichtblauw: Hochland groep
- Oranje: Südwest groep
- Rose: Alpen groep
- Lichtblauw (Gouden ster): Sudeten groep
- Zwart: Berlijn-Brandenburg groep

Voorafgaande aan 1932, toen de Schutzstaffel dezelfde uniformen droeg als de SA, was de zwarte uniformkleur ook een indicatie voor lidmaatschap van de SS.

## Definitieve model SA-uniformen (1934-1945)
Een kleine wijziging van het rang- en insignesysteem van de SA gebeurde in juli 1934, na de Nacht van de Lange Messen toen Victor Lutze de speciale insigne van Röhm’s rang van Stabschef afschafte en de kraagspiegel gebruikte die volgens hetzelfde ontwerp was als die van de Reichsführer-SS, een rang welke Heinrich Himmler nu hield.

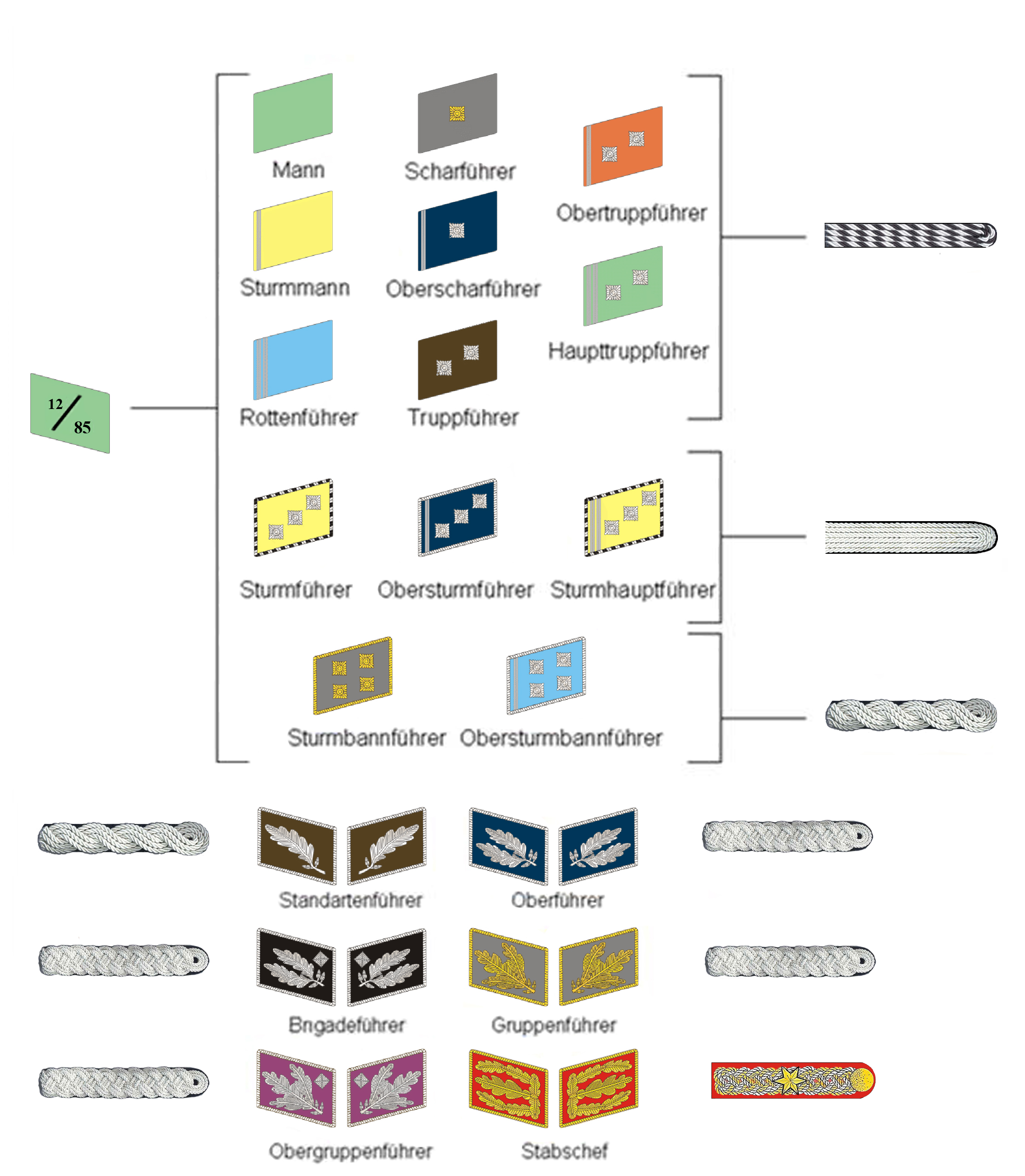
Definitieve rangonderscheidingsteken van de SA (1934-1945).

## Speciale uniformen
Even voor de val van Ernst Röhm had de SA een meer formeel voorkomen van hun uniformen, in een poging om de groep te laten voorkomen als een meer militaire formatie dan een groep van straatvechters. De SA had een formeel kantoortype-uniform welke bestond uit een bruine jas die gedragen werd over het basisuniform. De SA had ook een winteruniform in blauw aangenomen welke niet vaak gedragen werd.
Er bestonden speciale uniformen voor het korps van de SA, zoals de gemotoriseerde SA, het SA-Alpentroepen, en de SA-marine, die beschouwd werd als een aanvulling op de Kriegsmarine. Het was de SA-marine die hun uniformen uitbreiden bijna tot een niveau, met speciale nautische insigne welke geen andere eenheid van de SA vertoonde.